# Ameletus andersoni
Ameletus andersoni är en dagsländeart som beskrevs av Zloty 1996. Ameletus andersoni ingår i släktet Ameletus och familjen Ameletidae. Inga underarter finns listade i Catalogue of Life.